# 姬素·孔尚治
姬素·孔尚治（英語：Crisel Consunji，1984年8月31日—）是一名定居於香港的菲律賓女歌手及演員，現時為三間學前活動教育中心「Baumhaus」老闆。

## 簡歷
姬素·孔尚治家族具有華人血統，祖先孔尚治為孔子第64代孫，於康熙年間從福建漳州下南洋到菲律賓。她自小在馬尼拉長大，曾就讀帕西市聖保羅書院，畢業於馬尼拉雅典耀大學政治學系（全球政治），2006至2009年間再取得文學碩士學位（全球政治）；她從小喜歡唱歌表演，十歲時在某次瀏覽報章招攬廣告後便應徵演員，參演音樂劇《貝隆夫人》，接着一邊讀書一邊繼續投入演出，並於一個劇團內擔任兒童演員至唸完大學為止。2008年，她選擇定居香港，因參與香港迪士尼樂園的舞台演出而開始接觸不少幕前工作；2012至2014年亦曾任職「My Musical Studio」藝術課程教師。
2015年6月，姬素·孔尚治跟夥伴兼現時丈夫 Carsten Rakutt 建立學前活動教育中心「Baumhaus」，主要擔任學習及發展部門導師。她在2017年曾演出香港電台單元劇《獅子山下2017》，不久陳小娟經在港菲律賓人發佈廣告，招募電影《淪落人》女主角 —— 菲傭「Evelyn Santos」，而她接受多輪面試後獲選中擔演該角色，更憑此獲提名2019年《香港電影評論學會大獎》「最佳女主角」、《第38屆香港電影金像獎》「最佳女主角」和「最佳新演員」三個獎項
，並奪得《第13届香港電影導演會年度大獎》「最佳新演員」的荣誉。2020年，她開始在香港教育大學修讀幼兒教育學系博士課程，2022年4月就黃婉華在《金宵大廈2》裡塗黑皮膚的舉動表態和批評劇組不尊重菲裔族群。

## 演出作品

### 電視劇
| 首播   | 劇名         | 角色 |
| 2017年 | 獅子山下2017 | Anna |
| 2020年 | 暖男爸爸     | Leah |

### 電影
| 首映   | 電影名              | 角色               |
| 2006年 | 藍月亮（Blue Moon） | 交響樂團歌手       |
| 2018年 | 淪落人              | Evelyn Ruth Santos |

### 電視節目
- 2022年：無綫電視《陀地外國人》 - 第11集嘉賓
  - 無綫電視《慶祝香港回歸祖國二十五周年文藝晚會》 - 演出嘉賓

## 曾獲獎項與提名
| 年份   | 獎項                                       | 結果 |
| 2019年 | 香港電影評論學會大獎「最佳女主角」         | 提名 |
| 2019年 | 第13届香港電影導演會年度大獎「最佳新演員」 | 獲獎 |
| 2019年 | 第38屆香港電影金像獎「最佳女主角」         | 提名 |
| 2019年 | 第38屆香港電影金像獎「最佳新演員」         | 獲獎 |

## 外部連結
- 姬素·孔尚治的Facebook專頁
- 姬素·孔尚治的Facebook專頁
- 姬素·孔尚治的Instagram帳戶
- Crisel Consunji - Hong Kong Based Artist, Educator, Entrepreneur （页面存档备份，存于）
- 姬素·孔尚治在香港影庫上的簡介